# Caspar Wessel
Caspar Wessel (Vestby, 8 giugno 1745 – Copenaghen, 25 marzo 1818) è stato un matematico norvegese naturalizzato danese.
Dopo aver completato la scuola secondaria, nel 1763 Caspar Wessel si trasferì in Danimarca per frequentare l'università, non essendocene alcuna nella Norvegia di allora.
Nel 1794 si impiegò come ispettore dell'Istituto Reale di Topografia.
Furono gli aspetti matematici della topografia che lo portarono ad esplorare il significato geometrico dei numeri complessi.
Su tale argomento scrisse la sua opera principale Om directionens analytiske betegning pubblicata nel 1799. Essendo però scritta in lingua danese, essa venne pressoché ignorata, cosicché soltanto più tardi e in modo indipendente gli stessi risultati vennero riscoperti da Jean-Robert Argand e da Carl Friedrich Gauss.
Tuttavia la priorità dell'idea di Wessel di rappresentare un numero complesso come un punto giacente nel piano complesso gli fu universalmente riconosciuta quando la sua opera venne successivamente tradotta in francese e in inglese.